# Episodi de La casa del guardaboschi (ventunesima stagione)
La ventunesima stagione della serie televisiva La casa del guardaboschi è in onda dall'8 gennaio 2010 al 16 aprile 2010 sul canale ZDF.
| nº | Titolo originale  | Titolo italiano | Prima TV Germania | Prima TV in italiano |
| -- | ----------------- | --------------- | ----------------- | -------------------- |
| 1  | Wüste Küblach     |                 | 8 gennaio 2010    |                      |
| 2  | Kettenreaktion    |                 | 15 gennaio 2010   |                      |
| 3  | Abschied          |                 | 22 gennaio 2010   |                      |
| 4  | Vertrauensbeweis  |                 | 29 gennaio 2010   |                      |
| 5  | Zweikampf         |                 | 5 febbraio 2010   |                      |
| 6  | Verzweifelt       |                 | 12 febbraio 2010  |                      |
| 7  | Brennholz de luxe |                 | 19 febbraio 2010  |                      |
| 8  | Kahlschlag        |                 | 26 febbraio 2010  |                      |
| 9  | Welpenschutz      |                 | 5 marzo 2010      |                      |
| 10 | Schweinepest      |                 | 12 marzo 2010     |                      |
| 11 | Auf und davon     |                 | 19 marzo 2010     |                      |
| 12 | Gourmetschweine   |                 | 26 marzo 2010     |                      |
| 13 | Angezapft         |                 | 9 aprile 2010     |                      |
| 14 | Neuland           |                 | 16 aprile 2010    |                      |